# Quinta das Celebridades
Quinta das Celebridades é um reality show produzido pela Endemol para a TVI. As duas primeiras edições foram realizadas na Herdade da Baracha, em Samora Correia.

## Conceito
O conceito do programa consiste em juntar famosos habituados ao luxo e a viver nas melhores condições numa quinta onde têm de realizar tarefas de campo, desde tratar de animais a cuidar da horta.
Não existe água quente e o WC fica a 25 metros de casa. Assim, o desafio é saber como os famosos lidam com as tarefas diárias do "mundo rural".

## Produção
Em 2015 a TVI transmitiu uma nova versão do formato A Quinta entre 3 de outubro de 2015 e 31 de dezembro de 2015, onde juntou celebridades e anónimos. O formato foi produzido pela Endemol e apresentado por Teresa Guilherme, nesta versão a "Quinta" situa-se na casa Casa dos Segredos adaptada para o efeito 
Um spin-off, intitulado A Quinta: O Desafio, pôs à prova ex-concorrentes de A Quinta e da Casa dos Segredos. Estreou a 3 de janeiro de 2016 e contou também com a apresentação de Teresa Guilherme.
Em 2023, o formato foi adquirido pela SIC. Será transmitido a partir de janeiro de 2024, sendo produzida pela Fremantle e apresentada por Andreia Rodrigues. 

## Apresentadores
| Apresentadores         | Edições | Edições | Edições | Edições | Edições |
| Apresentadores         | 1       | 2       |         |         |         |
| ---------------------- | ------- | ------- | ------- | ------- | ------- |
| Júlia Pinheiro         |         |         |         |         |         |
| José Pedro Vasconcelos |         |         |         |         |         |

## 1.ª edição
A 1.ª edição estreou em 3 de Outubro de 2004 e a final realizou-se a 31 de Dezembro de 2004.

### Participantes
José Castelo Branco - vencedor
Alexandre Frota - segundo lugar
Mónica Sofia
Ana Maria Lucas
Cinha Jardim
Pedro Reis
Fátima Preto
Ana Afonso
Paula Coelho
Pedro Camilo
Pedro Ramos e Ramos
Avelino Ferreira Torres
Jorge Monte Real (suplente de Avelino Ferreira Torres)
Sandra Cóias (suplente de Cinha Jardim)

## 2.ª edição
A 2.ª edição estreou em 20 de Março de 2005 e a final realizou-se a 19 de Junho de 2005.

### Participantes
Lista de concorrentes:
| Classificação | Classificação      | Classificação | Classificação       | Classificação       | Classificação | Classificação |
| #             | Concorrente        | Origem        | Entrada             | Saída               |               |               |
| ------------- | ------------------ | ------------- | ------------------- | ------------------- | ------------- | ------------- |
| 1             | Rute Marques       | Lisboa        | 20 de Março de 2005 | 19 de Junho de 2005 |               |               |
| 2             | Miguel Melo        | Lisboa        | 20 de Março de 2005 | 19 de Junho de 2005 |               |               |
| 3             | Tino de Rans       | Penafiel      | 8 de Maio de 2005   | 19 de Junho de 2005 |               |               |
| 4             | João Chaves        | Lisboa        | 8 de Maio de 2005   | 13 de Junho de 2005 |               |               |
| 5             | Lili Caneças       | Guarda        | 20 de Março de 2005 | 5 de Junho de 2005  |               |               |
| 6             | Leonor Sousa       | Lisboa        | 8 de Maio de 2005   | 29 de Maio de 2005  |               |               |
| 7             | Arlinda Mestre     | Brasil        | 20 de Março de 2005 | 22 de Maio de 2005  |               |               |
| 8             | Gonçalo Diniz      | Lisboa        | 20 de Março de 2005 | 15 de Maio de 2005  |               |               |
| 9             | Alexandra Fernades | Lisboa        | 20 de Março de 2005 | 1 de Maio de 2005   |               |               |
| 10            | Elsa Raposo        | Lisboa        | 20 de Março de 2005 | 24 de Abril de 2005 |               |               |
| 11            | Gonzo              | Lisboa        | 20 de Março de 2005 | 17 de Abril de 2005 |               |               |
| 12            | Filipa Gonçalves   | Lisboa        | 20 de Março de 2005 | 10 de Abril de 2005 |               |               |
| 13            | Rui Esteves        | Portugal      | 20 de Março de 2005 | 3 de Abril de 2005  |               |               |

Legenda
|  |               |
|  | Vencedor      |
|  | Vice-vencedor |
|  | Eliminado/a   |
|  | Expulso/a     |
|  | Desistiu      |
|  | Finalista     |

## Temporadas
| Edição                    | Estreia              | Final                  | Dias | Concorrentes | Vencedor            | Prémio | Audiência média (rating %) | Share  |
| ------------------------- | -------------------- | ---------------------- | ---- | ------------ | ------------------- | ------ | -------------------------- | ------ |
| Quinta das Celebridades 1 | 3 de outubro de 2004 | 31 de dezembro de 2004 | 90   | 13           | José Castelo Branco |        | 17,4 %                     | 55,3 % |
| Quinta das Celebridades 2 | 20 de março de 2005  | 19 de junho de 2005    | 90   | 14           | Rute Marques        | 12,9 % | 43,9 %                     |        |

## Audiências
| Edição    | Horário de exibição | Galas | Estreia              | Estreia     | Estreia | Estreia | Final                  | Final       | Final  | Final  | Audiência média | Audiência média | Audiência média |
| Edição    | Horário de exibição | Galas | Data                 | Espetadores | Rating  | Share   | Data                   | Espetadores | Rating | Share  | Espetadores     | Rating          | Share           |
| --------- | ------------------- | ----- | -------------------- | ----------- | ------- | ------- | ---------------------- | ----------- | ------ | ------ | --------------- | --------------- | --------------- |
| 1         | Domingo às 21h30    | 15    | 3 de outubro de 2004 | 1 633 800   | 17,3 %  | 57,6 %  | 31 de dezembro de 2004 | 1 612 000   | 17 %   | 61,8 % | 1 643 243       | 17,4 %          | 55,3 %          |
| 2         | Domingo às 21h30    | 14    | 20 de março de 2005  | 1 489 800   | 15,8 %  | 49,3 %  | 19 de Junho de 2005    | 1 464 000   | 15,5 % | 50,3 % | 1 224 200       | 12,9 %          | 43,9 %          |
| 3         | Domingo às 21h30    | 14    | 3 de outubro de 2015 | 1 377 500   | 14,5%   | 38,9%   | 31 de dezembro de 2015 | 1 216 000   | 12,8%  | 38,3%  | 1 020 570       | 10,7 %          | 26,3 %          |
| O Desafio | Domingo às 21h30    | 13    | 3 de janeiro de 2016 | 1 159 000   | 12,2%   | 25%     | 27 de março de 2016    | 1.292.000   | 13,6 % | 29,1 % | 1.145.000       | 12,0%           | 28,1%           |

2ª Edição
| Gala                | Rating | Share | Espectadores |
| ------------------- | ------ | ----- | ------------ |
| 20 de março de 2005 | 15,8%  | 49,3% | 1 494 300    |
| 27 de março de 2005 | 11,6%  | 36,8% | 1 097 000    |
| 03 de abril de 2005 | 10,7%  | 39,3% | 1 011 900    |
| 10 de abril de 2005 | 13,0%  | 43,6% | 1 229 400    |
| 17 de abril de 2005 | 14,4%  | 43,3% | 1 361 800    |
| 24 de abril de 2005 | 13,3%  | 48,2% | 1 257 850    |
| 01 de maio de 2005  | 12,2%  | 42,0% | 1 153 800    |
| 08 de maio de 2005  | 14,0%  | 43,3% | 1 324 000    |
| 15 de maio de 2005  | 11,6%  | 42,7% | 1 097 000    |
| 22 de maio de 2005  | 8,9%   | 38,8% | 841 700      |
| 29 de maio de 2005  | 13,7%  | 43,3% | 1 295 600    |
| 05 de junho de 2005 | 11,7%  | 46,6% | 1 106 500    |
| 13 de junho de 2005 | 11,6%  | 41,5% | 1 097 000    |
| 19 de junho de 2005 | 15,5%  | 50,3% | 1 465 900    |
| MÉDIA               | 12,9%  | 43,9% |              |